# Carl Friedrich Wilhelm von Reibnitz
Carl Friedrich Wilhelm von Reibnitz (geb. 26. September 1728; gest. 7. Juli 1794) war ein preußischer Landrat.

## Leben

Stammwappen derer von Reibnitz

Carl Friedrich Wilhelm von Reibnitz war Angehöriger des schlesischen Adelsgeschlechts Reibnitz. Er war ein Sohn von George Wilhelm von Reibnitz (1698–1765), seit 1738 Landesältester in Jauer und erster Landrat des Kreises Jauer, sowie Erbherr auf Langenhelmsdorf, Leipe und Altenberg und dessen Ehefrau Charlotte Constantia (1701–1770), geb. von Studnitz. Carl Friedrich Wilhelm wurde zunächst Page am herzoglich Gothaischen Hof, bevor er 1748 als Fähnrich in das kursächsische Infanterie-Regiment Graf Friesen eintrat. Dort erlangte er 1751 den Rang eines Leutnants. 1756 wechselte er nach der Kapitulation von Pirna in die Preußische Armee und wurde dort Hauptmann. Anschließend amtierte er als Landrat von 1766 bis 1780 im Kreis Grottkau und von 1780 bis 1791 im Kreis Jauer, wo er auf sein Gesuch hin mit Pension entlassen wurde.

## Persönliches
Carl Friedrich Wilhelm von Reibnitz übernahm nach dem Tod seines Vaters die Güter Leipe und Altenberg. In erster Ehe war er seit Juli 1761 mit Helene Charlotte Sophie (1734–1782), geb. von Prittwitz, verheiratet. Die Kinder aus dieser Ehe waren:
- Hans Ernst von Reibnitz, Herr auf Leipe (1762–1828)
- Carl George Moritz von Reibnitz(1764–1804)
- Charlotte Dorothea von Reibnitz (1767–1803)

1785 vermählte er sich in zweiter Ehe mit Helene Charlotte (1751–1798), geb. von Dyherrn.